# Ручко, Игнат Емельянович
Игнат Емельянович Ручко (укр. Гнат Омеля́нович Ручко́ ; 20 января 1886, с. Великие Сорочинцы, Миргородского уезда, Полтавской губернии — 15 октября 1937, Киев) — украинский советский учёный-микробиолог. Доктор наук. Член-корреспондент Всеукраинской академии наук (ВУАН) Украинской ССР.

## Биография
Родился в бедной крестьянской семье. С 12 лет пас скот в местной экономии. В 1900 году уехал на Кубань, где работал по найму в зажиточных хозяйствах и рыболовных артелях. Способный и наблюдательный парень самостоятельно учился грамоте и усваивал различные знания. В 1905 году находился на заработках в Крыму, в Ливадии, где участвовал в большевистских забастовках и восстаниях, после подавление которых должен был вновь бежать на Кубань, работал кузнецом, грузчиком, пастухом.
Участник первой мировой войны. В 1914 году мобилизован и направлен на немецкий фронт. Был санитаром роты, а в 1916 году направлен в школу военных фельдшеров при Главном военном госпитале в Харькове. Здесь впервые получил возможность приобретать систематическое образование, в чём ему помогали природные способности и феноменальная память. Как говорил Ручко позже, 

«…в 30 лет я был неграмотным и занимался тем, что подвязывал коровам хвосты».
Участник февральских и октябрьских революционных событий 1917 года. В 1918 году Ручко окончил курсы армейских фельдшеров.
Продолжил службу в Красной армии, став в 1920 году членом РКП(б).
В 1920 году демобилизовался из армии и поступил на рабфак, а в 1921 — в Харьковский медицинский институт.
После его окончания в 1925 году врач-бактериолог Г. Е. Ручко начал работать в отделе эпидемиологии Харьковского санитарно-бактериологического института, в 1926 году поступил в аспирантуру, которую закончил в 1929 году с защитой диссертации.
Принимал активное участие в ликвидации эпидемий брюшного тифа и дизентерии, очень распространенных тогда в промышленных регионах Украины. На протяжении 1926—1929 годов выезжал в Макеевку, Юзовку (ныне Донецк), Луганск и другие города и населенные пункты Донбасса.
Кроме практической деятельности, занимался научно-исследовательской работой, посвятив первые научные исследования изучению возбудителей дизентерии и брюшного тифа. В 1928—1930 годах вместе с М. И. Мельником одним из первых в СССР закладывал основы фаготерапии при этих заболеваниях. Применив бактериофаг в 69 случаях заболевания тифом, они констатировали, что общее состояние больных часто улучшалось.
В 1930 году Г. Е. Ручко был избран ассистентом Харьковского медицинского института и в конце этого же года отправлен на два года в Научно-исследовательский институт гигиены и иммунологии в Берлин для дальнейшего совершенствования в области бактериологии. Вернувшись в 1932 году в Харьков, Г. Е. Ручко снова начал работать в Санитарно-бактериологическом институте. В июне этого же года его назначили директором Института микробиологии и эпидемиологии ВУАН.
В 1934 году избран членом-корреспондентом ВУАН, а Наркомат здравоохранения УССР присвоил ему звание профессора.
14 августа 1936 года квалификационная комиссия АН УССР присвоила Г. Е. Ручко степень доктора наук без защиты диссертации.
Г. Е. Ручко — организатор и первый редактор «Микробиологического журнала» (1934).
В июне 1937 года Г. Е. Ручко был арестован по обвинению в том, что он «является активным участником фашистской организации, ведёт вредительскую работу в институте микробиологии по заданию немцев и по подготовке бактериологической войны». В октябре того же года приговорён к расстрелу.
Приговор приведён в исполнение в Киеве 15 октября 1937 года. Реабилитирован в 1956 году.

## Научная деятельность
Основные работы учёного посвящены изменчивости и бактериофагии микроорганизмов, в частности бактериофагии возбудителей дизентерии.